# Лінзінген Олександр

Олександр Адольф Август Карл фон Лінзінген (нім. Alexander Adolf August Karl von Linsingen), 10 лютого 1850, Хільдесхейм, Ганновер — 5 червня 1935), німецький генерал-полковник.

## Життєпис

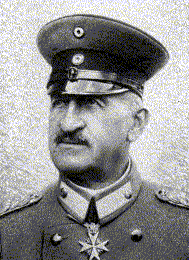
Олександр Адольф Август Карл фон Лінзінген

У 1868 році вступив в 17-й піхотний полк, лейтенант (1869). Учасник франко-прусської війни 1870—1871. З 1883 року командир роти, з 1888 року ад'ютант 31-ї дивізії. З 1889 року майор 8-го лейб-гренадерського полку й ад'ютант XIV армійського корпуса. З 1890 року командир батальйону 76-го піхотного полку, з 1897 — 4-го гренадерського полку, з 1901 року — 81-ї піхотної бригади, з 1905 — 27-ї Вюртемберзької дивізії, з 1 вересня 1909 — II армійського корпусу (3-тя й 4-та піхотні дивізії).
На чолі корпусу вступив у війну на Заході в складі 1-й армії генерала фон Клюка. Брав участь у битві на Марні. З 11 січня 1910 року — командувач Південною армією, що складалася з німецьких частин, відправлену на допомогу австрійцям у битві в Карпатах. 14 травня 1915 року нагороджений орденом Pour le Mérite, а вже 3 липня одержав до нього дубові гілки.
З 5 липня 1915 року командувач Бузькою армією й, одночасно, з 18 вересня 1915 року головнокомандувач групою армій «Лінзінген» у Південній Польщі. Здобув перемогу на Бузі влітку 1915 року. Наприкінці травня 1916 року під керівництвом Лінзінгена в районі Ковеля створене ударне угруповання, завданням якого було зупинити наступ російського південно-західного фронту.
Разом з декількома австро-угорськими дивізіями ці з'єднання утворювали змішану «Імператорську Німецьку Південну армію» (Kaiserliche Deutsche Südarmee) під командуванням генерала піхоти Олександра фон Лінзінгена, видатного полководця Другого рейха, і «особливо завбачливого й діяльного начальника», за оцінкою генерала Еріха Людендорфа, що очолював на той час штаб Південної армії, який було розташовано в Мукачевому.
2 липня 1916 отримав звання Почесного громадянина Мукачевого за охорону міста у роки Першої світової війни.
У лютому 1918 року, маючи понад 20 піхотних й понад 5 кавалерійських дивізій, розгорнув наступ в напрямку лінії Київ — Полтава — Одеса. З 31 березня 1918 року головнокомандувач у Бранденбурзі й губернатор Берліна. 8 листопада 1918 року вийшов у відставку. Помер у 1935 році.

## Виноски
1. 1 2 3  Find a Grave — 1996.
2. ↑  Людендорф, Эрих. Мої спогади про війну 1914–1918 рр. М.; Мінськ, 2005. С. 115 (PDF). Архів оригіналу (PDF) за 8 листопада 2011. Процитовано 3 грудня 2012.
3. ↑  Почесні громадяни Мукачева. Архів оригіналу за 29 квітня 2012. Процитовано 3 грудня 2012.